# Lençóis

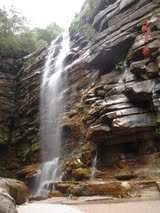
Cachoeira do Mosquito in Lençois - Bahia

Lençóis es un municipio en el estado de Bahía, en Brasil. La población en 2024 es de 11.599 habitantes.
La ciudad tiene un ambiente colonial bien conservado y es el punto de partida para excursiones al Parque nacional da Chapada Diamantina.
La ciudad es servida por el aeropuerto Horácio de Mattos.